# Protestes de Grècia de 2010-2012

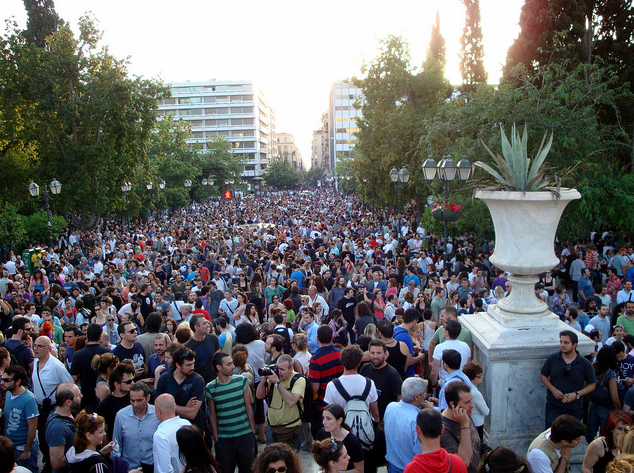
Manifestació a Atenes

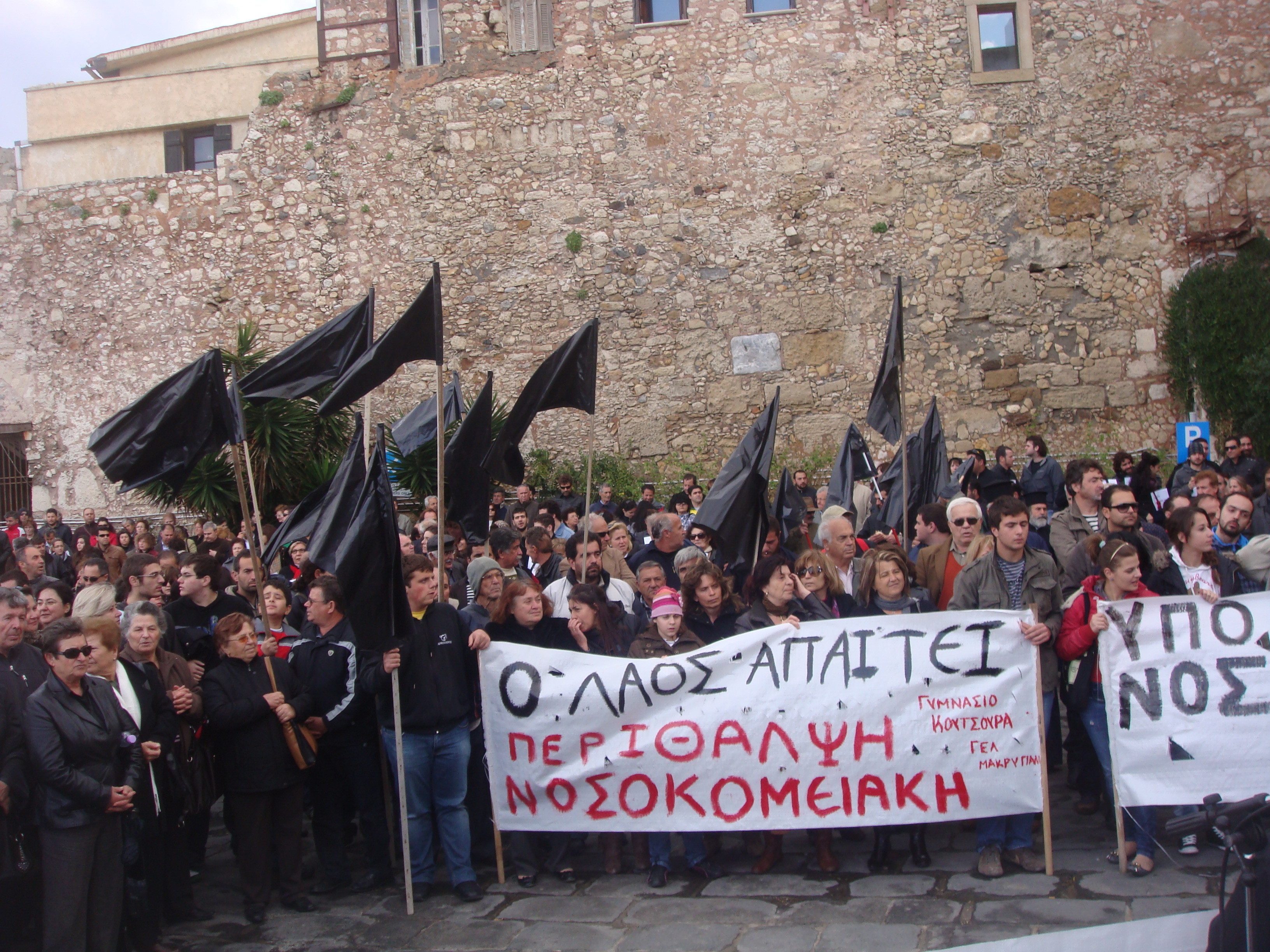
Manifestació de dol pel tancament per part del govern de l'únic hospital de la regió, com a mesura ultraliberal per a afrontar la crisi.

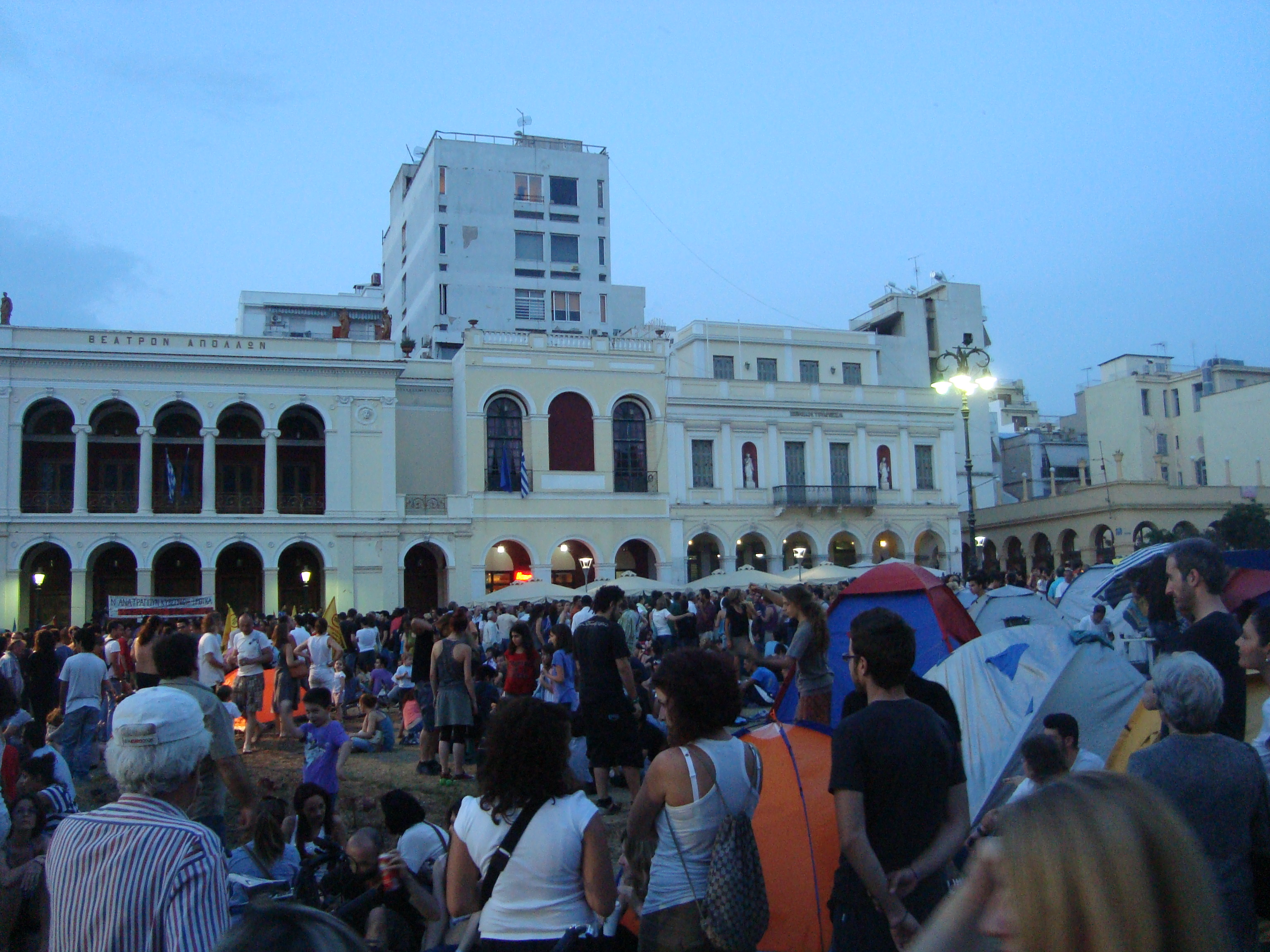
Acampada a Patras

Les protestes a Grècia de 2010-2012 són un seguit de vagues generals, manifestacions i altres tipus de protestes democràtiques que espontàniament van començar a realitzar ciutadans a Grècia, sense ser convocats per partits polítics ni sindicats, a partir de maig de 2010. Aquests ciutadans es consideren un moviment apartidista conegut com els indignats de Grècia i es reuneixen als carrers i places majors de les ciutats en assemblees públiques, i s'organitzen en acampades i per mitjà de democràcia directa.
Es poden comparar amb els anomenats "Indignats" a Espanya, les protestes de Portugal de 2011, les protestes d'Islàndia de 2008 i altres protestes ciutadanes, pacífiques però molt generalitzades, que van anar sortint paral·lelament a Europa i al Magrib des de la crisi financera mundial de 2008. De fet, els mateixos participans d'aquestes protestes troben que tenen objectius comuns i estan relacionats en xarxa (alguns parlen humorísticament de la PIGS League) i de posar-se d'acord en els dies a fer les majors concentracions i manifestacions. Els sistemes d'organització també són els mateixos. En aquest sentit, formen part també de la #EuropeanRevolution i de la #WorldRevolution.
El 4 de maig de 2010, a Atenes, els manifestants van penjar per primera vegada la banderola amb el missatge "People of Europe: Rise up!" (pobles d'Europa, uniu-vos!) que és present a tots aquests moviments i hom podria considerar que el 25 de maig de 2011 es van federar oficialment en realitzar la primera gran manisfestació massiva conjunta amb aquestes pancartes i pancartes on es llegia "Indignats!" a diverses ciutats europeees, incloent-ne de multitudinàries a Grècia, Itàlia, Espanya i Portugal, i de més discretes als països del centre de l'euro.

## Antecedents
En el context de la crisi econòmica global del segle XXI, a partir de 2009 les arques de l'Estat de Grècia es van enfonsar per l'especulació bancària i les subprimes. El deute del país era superior al seu PIB i alguns analistes de monopolis financers pensaven que arribaria a equivaldre al 120% d'aquest en 2010. El dèficit del país es trobava en un 12,7%. En abril de 2010 el govern va demanar ajuda a la Unió Europea, ja que amb l'euro perdia capacitat d'acció sobre una moneda i economia pròpia. La Unió Europea i el Fons Monetari Internacional van establir el que van anomenar un "rescat econòmic", a canvi d'obligar el govern a adoptar lleis socials ultraliberals, per consell unilateral dels lobbys financers, que van anomenar "mesures d'austeritat": pujada de l'IVA i altres impostos indirectes regressius, congelar o fins i tot baixar els salaris dels funcionaris, allargar l'edat de jubilació, etc. Nombrosos partits, sindicats i entitats a Grècia es van oposar, i a la Unió Europea una vintena d'eurodiputats va fer una crida contra el monopoli dels grups de pressió per part dels monopolis financers a la política europea, cosa que va donar lloc a l'aparicio de l'ONG Finance Watch per unes finances netes. Al carrer, els ciutadans grecs van començar a sortir al carrer per a queixar-se d'aquest ultraliberalisme i dels polítics que les imposen, format un moviment paral·lel al que posteriorment seria el dels "Indignats" espanyols i portuguesos i que donaria lloc a aquesta sèrie de protestes a Grècia.